# جرج بست
جُرج بِست (به انگلیسی: George Best) (زاده ۲۲ مه ۱۹۴۶ – درگذشته ۲۵ نوامبر ۲۰۰۵) یک بازیکن فوتبال متولد ایرلند شمالی بود که بیشتر به خاطر بازی‌هایش در تیم فوتبال منچستر یونایتد در دهه‌های شصت و هفتاد میلادی معروف است، بست نزد هوادارن شیاطین سرخ محبوب است و او را به عنوان بهترین شماره ۷ و در کنار رایان گیگز ، بابی چارلتون ، وین رونی، اریک کانتونا، دیوید بکهام و کریستیانو رونالدو یکی از بهترین بازیکنان تاریخ باشگاه می‌دانند، بِست یکی از اولین چهره‌ها و سلبریتی‌های دنیای فوتبال است.
جرج بست بازیکنی باهوش و دارای تکنیکی فوق‌العاده بود، بسیاری از کارشناسان او را به عنوان یکی از بهترین و با استعدادترین بازیکنان تاریخ فوتبال می‌شناسند. 
مثلث افسانه‌ای او در کنار سر بابی چارلتون و دنیس لا در خاطر هواداران فوتبال حک شده‌است، آنها در سال ۶۸ قهرمان لیگ قهرمانان (جام باشگاه‌های اروپا) شدند، 
بِست در همان سال توپ طلا را برنده شد.
او در کتاب زندگینامه‌اش که توسط انتشارات سنچری بریتانیا به چاپ رسیده به بیان آرزویی در مورد سر الکس فرگوسن پرداخته‌ است: «الکل تنها دشمنی بوده که در مواجهه با آن احساس ضعف کرده‌ام، اما اگر او سرمربی من بود می‌توانست مرا کنترل کند.»
جرج بست در سال ۱۹۷۱ در یک قدمی حضور در تیم پرسپولیس بود که این انتقال منتفی شد